# Grant Hart
Grantzberg Vernon Hart (18 mars 1961 - 14 septembre 2017) est un musicien américain, chanteur, guitariste et batteur du groupe Hüsker Dü.

## Biographie
Après la dissolution du groupe en 1988, il a formé le trio Nova Mob dans lequel il a été chanteur et guitariste. Il se concentre sur sa carrière solo après la dissolution de Nova Mob en 1997. Il meurt le 14 septembre 2017 d'un cancer du foie.

## Discographie
Albums studio
- Intolerance (1989, SST)
- Good News for Modern Man (1999, Pachyderme)
- Hot Wax (2009, Con d'Or[3])
- The Argument (2013, Domino)

Albums live
- Ecce Homo (1995, World Service)

Compilations
- Oeuvrevue (2010, Hazelwood)

EP
- 2541 (1988, SST)
- All of My Senses (1990, SST)

Singles
- Nobody Rides For Free (2000, Pachyderm)
- You're The Reflection (2010, Amphetamine Reptile)
- So Far From Heaven (2011, Con D'Or)
- Is The Sky The Limit? (2013, Domino)

Albums de Nova Mob
- The Last Days of Pompeii (1991, Rough Trade)
- Nova Mob (1994, Restless, World Service)

EP de Nova Mob
- Admiral of the Sea (1991, Rough Trade)[4]
- Shoot (1992, Big Store)[5]
- Old Empire (1994, World Service)[5]